# Annie Tresgot
Annie Tresgot (* 31. August 1937 in Saint-Mandé) ist eine französische Filmemacherin, die besonders für ihre Dokumentarfilme bekannt wurde.

## Beruflicher Werdegang
Annie Tresgot studierte am Institut des Hautes Études Cinématographiques (IDHEC) in Paris und begann ihre Karriere 1957 als Regisseurin und Redakteurin von Dokumentarfilmen. Daneben arbeitete sie auch als Filmeditorin, unter anderem für Jean Rouch.

## Werk
- 1957: Fabliau, Kurzfilm[1]

- 1959: L'Âge bête, Kurzfilm[1]
- 1960: La Folle Passion, 19-minütiger Kurzfilm[1][4]

### Les Enfants du néant (1967)
Diese 45-minütige Dokumentation, die in Zusammenarbeit mit Michel Brault entstand, zeigt die Region Département Morbihan in der Bretagne, eine der ärmsten Regionen Frankreichs, die seit den 60er-Jahren einem starken Strukturwandel unterliegt. Die Dokumentation zeigt einen 33-jährigen Bauern, der von seinem Land nicht mehr leben kann und in einer Fabrik arbeiten will.
- 1969: Visages de l’émigration, Dokumentation[3][A 1]

### El Ghorba (Les Passagers) (1971)
Dieser 85-minütige Dokumentarfilm entstand im Direct-Cinema-Verfahren. Annie Tresgot zeigt in diesem Film anhand von Interviews und Erzählung das mühsame Leben der nordafrikanischen Auswandernden auf und berichtet über die oft tragische Natur der Auswanderung. Zwei Jahre lang, von 1968 bis 1970, hat Annie Trescot den 18-jährigen Algerier Rachid begleitet, der aus Algerien nach Frankreich emigrierte, einer von 35.000 Algerierinnen und Algeriern, die 1968 und damit sechs Jahre nach der Unabhängigkeit jährlich nach Frankreich auswanderten. Nach zwei Jahren kehrte Rachid in seine Heimat zurück. Die Gespräche über seinen Alltag und seine Pläne stellt Annie Tresgot neben Fakten zur Lage der Migrantinnen und Migranten. Sie wirft dabei Fragen nach Rassismus und Klassenzugehörigkeit auf.
- 1980: Adieu Pyréées, 52-minütiger Kurzfilm (in Zusammenarbeit mit Alain Guesnier)[1]

### Portrait d‘un homme à 60% parfait: Billy Wilder (1980)
In dieser Dokumentation, die in Zusammenarbeit mit Michel Ciment entstand, interviewt der französische Filmkritiker Michel Ciment Billy Wilder über sein Leben und sein Filmschaffen.

### L'ange de l'abîme (1982)
In diesem Kurzfilm Film erforscht Annie Tresgot die Kunst von Nikolai Kalmakow und würdigt gleichzeitig seine Entdecker, Bertrand Collin du Bocage und Martin du Nord. Nikolai Kalmakow war 1955 nach einem langen einsamen Leben gestorben und war völlig vergessen, bis die Kunstsammler Collin du Bocage und Georges Martin du Nord 1962 auf dem Pariser Flohmarkt eine Sammlung von vierzig Leinwänden kauften, die mit einem stilisierten „K“-Monogramm signiert waren. So wurde ein Genie wiederentdeckt. Tatsächlich fanden die beiden Männer nach einiger Recherche heraus, dass „K“ für Kalmakoff stand.

### Elia Kazan, Outsider (1982)
Diese 56-minütige Dokumentation, die in Zusammenarbeit mit Michel Ciment entstand, gibt Einblicke in das Leben und Werk von Regisseur Elia Kazan mit einem von Michel Ciment geführten Interview, einem Gespräch mit Robert De Niro sowie Ausschnitten aus Kazans Filmen Die Unbezwingbaren und Baby Doll – Begehre nicht des anderen Weib.

### Hello Actors Studio (1988)
Anlässlich seines 40-jährigen Jubiläums öffnete die legendäre amerikanische Schauspielwerkstatt in New York ihre Türen für Annie Tresgot, die einen 165-minütigen Dokumentarfilm aus drei Teilen drehte. Nach Lee Strasbergs Tod im Jahr 1982 übernahmen die renommiertesten Talente des Actors Studio die Leitung dieser Organisation und zum ersten Mal überhaupt durften Filmschaffende ihre Arbeit filmen. Paul Newman, Ellen Burstyn, Sydney Pollack, Shelley Winters, Arthur Penn, Gene Wilder, Eli Wallach und viele andere sprechen über die New Yorker Institution.
- 1993: Billy Wilder artiste – ou ne réveillez pas le cinéaste qui dort, 58-minütige Dokumentation[17]

### Un demi siècle déjà (1995)
Robert Enrico, Costa-Gavras, Alain Corneau, Peter Fleischmann, Idrissa Ouédraogo, Éric Rochant sowie ein junger Student erzählen in diesem Film von ihren Erfahrungen mit der Filmschule Institut des Hautes Études Cinématographiques, die seit 1947 Menschen im Kinoberuf ausbildet. Ihre Anekdoten und Reflexionen zeichnen eine Reise durch ein halbes Jahrhundert nach, von der Handwerkskunst der ersten Stunden bis zur Gegenwart.

### Las Vegas ou le plaisir, l’argent et la morale (1995)
Die 52-minütige Dokumentation handelt von der Stadt Las Vegas, die lange Zeit von der Mafia regiert wurde und dann in die Hände des Großkapitals gefallen ist.

### Nagre libre (1996)
Die 27-minütige Dokumentation porträtiert die Schwimmerin Bérénice Lortet, die ihre letzte Chance für die Vorbereitung auf die Olympischen Sommerspiele 1996 in Atlanta nutzt und sich in den französischen Meisterschaften in Dünkirchen vorbereitet. Der Film zeichnet das strenge und oft einsame Leben von Spitzensportlerinnen und Spitzensportlern sowie die Monotonie des Trainings nach. Mit 23 Jahren fürchtete Bérénice Lortet bereits das Ende ihres Lebens als Sportlerin und die körperliche „Entwöhnung“ ihres für und durch das Wasser geformten Körpers sowie das Ende des sinnlichen Kontakts zwischen dem flüssigen Element und der Haut.

### Sur la dalle (2001)
Im Mittelpunkt dieser 65-minütigen Dokumentation stehen drei junge, neu eingestellte Sicherheitsassistenten der Polizei, die bürgernah arbeiten und der Gewalt in den städtischen Vororten ein Ende setzen sollen: Armelle, der einen anderen Job aufgibt, Cédric, ein Mann vom Land, und Kamel, selbst aus der Stadt. Ohne den Status der Polizei zu besitzen, tragen sie die symbolträchtige Uniform und setzen sich im Spagat zwischen der theoretischen Ausbildung und der harten Realität von Mirail, einem Vorort in Toulouse, den durch die Arbeit verbundenen Gefahren aus.
Als Filmeditorin hat Annie Tresgot an folgenden Filmen mitgewirkt:
- 1958: Anna la Bonne (Claude Jutra)[24]

- 1962: La Punition (Jean Rouch)[25]
- 1964: Agnès Varda et le Bonheur (Jean-Claude Bergeret)[26]
- 1965: La Goumbé des jeunes noceurs (Jean Rouch)[27]

## Auszeichnungen
- 1971: El Ghorba (Les Passagers) wird bei den Internationalen Filmfestspielen von Cannes gezeigt.[3][28][A 2]
- 1971: El Ghorba (Les Passagers) wird beim Internationalen Forum des Jungen Films der Berlinale gezeigt.[6]
- 1982: Elia Kazan: Outsider wird während der Viennale gezeigt.[13][29]
- 1983: César für den besten dokumentarischen Kurzfilm für L’ange de l’abîme
- 1988: Hello Actors Studio wird während der Viennale gezeigt.[29]
- 2020: Aufnahme des Films El Ghorba (Les passagers), 1971 in das Jubiläumsprogramm der Berlinale[1][8][30]